# Cementiri de Louyat
El cementiri de Louyat és el cementiri municipal de Llemotges, capital del Llemosí, a França.
Presentat erròniament com un dels més grans d'Europa, aquest cementiri és, no obstant això, un dels més grans de França. Inaugurat l'any 1806, és el principal cementiri del municipi de Llemotges (que té altres dos petits cementiris, el de Landouge i el de Beaune-les-Mines).